# Chisaki Morito
Chisaki Morito ((森戸知沙希) Morito Chisaki, Tochigi, Japón, 19 de febrero de 2000) es una cantante, bailarina, fue miembro de la decimocuarta generación del grupo japonés Morning Musume y anteriormente, miembro de Country Girls hasta el 26 de diciembre de 2019 cuando se separaron.

## Biografía
Chisaki nació el 19 de febrero de 2000 en Tochigi, Japón. Antes de debutar en Hello! Project, asistió a la escuela de baile Star Project Academy.

## Carrera
En 2014, Morito participó en la Morning Musume '14 (Golden) Audition!, la audición de primavera-verano que le dio la oportunidad de convertirse en miembro de la dudodécima generación pero no consiguió entrar al grupo.
El 5 de noviembre de ese mismo año, se anunció que Morito entraría en Country Musume, ahora llamado Country Girls junto a Risa Yamaki, Manaka Inaba, Uta Shimamura and Mai Ozeki. Además, Momoko Tsugunaga, miembro del grupo Berryz Kobo (también perteneciente a Hello! Project, se uniría al grupo como manager.
El 9 de junio de 2017, se anunció que Country Girls cesaba su actividad regular y que tres de sus miembros, incluyendo a Morito serían transferidas a otros grupos de Hello!Project. El día 26 de ese mismo año, en un episodio especial de Hello! Project Station se reveló que Morito entraría a Morning Musume como nuevo miembro de la decimocuarta generación.
Sus primeras actuaciones con el grupo fueron en el Hello! Project 2017 SUMMER concert tour y seguidamente en el Morning Musume '17's fall tour mientras seguía siendo miembro de Country Girls.

## Grupos dentro de Hello! Project
- Country Girls (2014–2019)
- Morning Musume (2017–2022)
- Morning Musume 20th (2017-2018)
- Hello Project Dance Club (2015-2022)
- Minis? (2018-2020)

## Discografía
Puedes ver los discos y sencillos sacados con los grupos en sus propias páginas Country Girls y con Morning Musume siendo su primer single con ellas Jama Shinai de Here We Go! / Dokyuu no Go Sign / Wakaindashi!
En Country Girls
- Itooshikutte Gomen ne / Koi Dorobou (debut) (2015)
- Wakatteiru no ni Gomen ne / Tamerai Summer Time (2015)
- Boogie Woogie LOVE / Koi wa Magnet / Ranrarun ~Anata ni Muchuu~ (2016)
- Dou Datte Ii no / Namida no Request (2016)
- Good Boy Bad Girl / Peanut Butter Jelly Love (2017)
- Kaite wa Keshite no "I Love You" (2018)

En Morning Musume
- "Jama Shinaide Here We Go! / Dokyū no Go Sign / Wakaindashi!" (2017)
- Ai no Tane (20th anniversary ver.) (2017)
- Gosenfu no Tasuki (2017)
- Hana ga Saku Taiyou Abite (2018)
- Morning Coffe (20th anniversary ver.) (2018)
- "Are you Happy' / A gonna" (2018)
- "Furari Ginza / Jiyuu na Kuni Dakara/ Y Jiro no Tochuu" (2018)
- "Seishun Night / Jinsei Blues" (2019)
- KOKORO&KARADA/ LOVEpedia/ Ningen Kankei no Way Way (2020)
- Junjou Evidence / Gyuusaretai Dake na no ni (2020)
- ''Teenage Solution / Yoshi Yoshi Shite Hoshii no / Beat no Wakusei'' (2021)

## Filmografía
| Título | Detalles del álbum                                                     | Posición en la lista de ventas | Posición en la lista de ventas | Posición en la lista de ventas |
| Título | Detalles del álbum                                                     | JPN                            | JPN                            |                                |
| Título | Detalles del álbum                                                     | DVD                            | Blu-ray                        |                                |
| --- | ---------------------------------------------------------------------- | ------------------------------ | ------------------------------ | ------------------------------ |
| Chisaki Morito: Chisaki in Paradise (森戸知沙希 Chisaki in ParadiseChisaki Morito: Chisaki in Paradise ?) | - Salida: 28 de junio de 2018 - Marca: Zetima - Formatos: DVD, Blu-ray | 43                             | —                              |                                |